# Křížová cesta (Brumov-Bylnice)
Křížová cesta v Brumově-Bylnici na Zlínsku se nachází v Bylnické části města a vede od křižovatky ulic Říky a Zahrady směrem na severozápad k lesu Důbravka.

## Historie
Křížová cesta byla založena roku 1997. Tvoří ji čtrnáct pašijových obrázků v rámečku připevněných na dřevěné kříže. Každé zastavení je oplechováno, jednotlivé obrázky jsou chráněny sklem. Cesta byla zhotovena s pomocí farníků Bylnice, Singulární společnost Bylnice zajistila dřevo. Roku 2010 byla provedena oprava cesty - byly zhotoveny nové rámečky a opraveny nápisy.
Křížová cesta byla posvěcena 23. března 1997 na Květnou neděli za přítomnosti kněží Mariánů.